# Generation Next
Generation Next è l'album di debutto degli Aventura, pubblicato nel 1999.

## Tracce
| #  | Titolo                            | Traduzione in inglese                      | Durata |
| -- | --------------------------------- | ------------------------------------------ | ------ |
| 1  | "Cuándo volverás"                 | "When Will You Come Back?"                 | 3:30   |
| 2  | "Alexandra"                       |                                            | 4:05   |
| 3  | "Mujeriego"                       | "Daddy Sugar"                              | 3:26   |
| 4  | "La Novelita"                     | "The Little Soap Opera"                    | 4:04   |
| 5  | "Amor Bonito"                     | "Beautiful Love"                           | 3:37   |
| 6  | "No Lo Perdona Dios"              | "God Won't Forgive Us"                     | 4:32   |
| 7  | "El Coro Dominicano"              | "The Dominican "Anthem"                    | 4:23   |
| 8  | "Dime si Te Gusto"                | "Tell Me if You Like Me"                   | 4:27   |
| 9  | "Un Poeta Enamorado"              | "A Poet in Love"                           | 4:14   |
| 10 | "Si me Dejas Muero"               | "If You Leave Me I Will Die"               | 4:44   |
| 11 | "Cuándo volverás (English Remix)" | "When Will You Come Back? (English Remix)" | 3:30   |

## Classifiche
| Classifica (2004) | Posizione massima |
| ----------------- | ----------------- |
| Svizzera          | 74                |